# 동사찬요
동사찬요(東史纂要)는 조선 선조(宣祖) 때의 문신 오운(吳澐)이 저술한 역사책이다.
신라 시조(始祖)에서부터 고려 공양왕(恭讓王)까지의 사적을 기술하였는데, 광해군 1년(1609년)에 계림부(鷄林府)에서 처음 목판본으로 간행했다. 8권 8책.

## 개요
오운은 선조 39년(1606년) 처음으로 영주에서 《동사찬요》를 편찬하였으며, 편찬 이후 여러 차례에 걸쳐 내용을 수정하고 보충해 나갔다.
처음 필사본으로 된 《동사찬요》를 류성룡이 읽고 감탄하며 선조에게 이 한 본을 봉진하였는데, 이후 오운은 이 봉진본을 바탕으로 오운 자신이 경주부윤으로 있던 1609년 '만력기유계림부간'이라는 간기가 붙은 목활자본을 간행하였다(1차 간본).
그후 이를 수정하여 11권으로 만들었는데, 8권본의 판목을 그대로 사용하였는데, 권1상, 권1중, 권1하, 권2상의 4권을 새로 추가하면서 이 부분을 판목을 별도로 만들어서 간행한다(2차 간본).
광해군 6년(1614년) '지리지'를 보충한 12권본을 영주에서 간행하였다(3차 간본).
이후 오운의 후손들에 의해 1908년 영주 삼우정에서 다시 내용이 증보된 16권본이 간행되었다.

## 서술 태도
《동사찬요》에서 오운은 국가에 공을 세운 자를 '명신'이라는 이름으로 인물의 선후에 따라 서술하였다. 범례에는 선악과 군왕의 실덕을 반드시 적되, 괴이하고 신이한 사건이나 장막 속에서 일어난 외설적이고 추한 언설들은 굳이 적지 않았다고 밝히고 있다. 이는 조선 전기 관학자들의 태도와는 다른, 괴이한 것을 모두 생략하고 적지 않으려 했던 조선 중기 사림의 태도를 보여주고 있다.  또한 '반적'의 무리들은 사적을 뽑아서 열거는 하더라도 명신을 입전하는 것과는 차별을 두어서 모두 한자를 낮춰 적어서 처벌의 뜻을 보였다.
또한 인물의 선후에 따라 명신을 기술하되, 대를 이어서 이름을 떨쳤거나 동시에 같은 일을 하면서 행적이 많지 않은 자이거나, 혹은 당시의 일로 이름이 나타나는 자는 모두 크게 나타나는 자의 아래에 붙였다. 같은 일을 하였으나 공업의 상하를 다투기 힘들 경우에는 모두 한 열전으로 엮었다. 김유신이나 서희, 윤관, 조충, 김취려, 김방경, 안우, 김득배, 이방실 혹은 이색, 정몽주처럼 사업과 행적이 국가의 흥망성쇠에 관계된 자는 여러 곳에서 찾아서 모았는데 그 분량이 많아도 모두 모았으며, 이규보처럼 언행이 드러나지 않고 문장에 힘쓴 자는 구체적인 내용을 생략하고 그 대략만을 적었다.
오운은 명신의 사적이 삼국사기, 고려사 안에서 여러 곳에 나와 한 사람의 시말을 쉽게 알아보기 어려울 경우 별도로 열전을 만들었고, 삼국사기나 고려사에 열전이 없는 사람이라 해도 꼭 적어야 하는 사람은 죽었다는 말 밑에 그 행적을 썼다. 그리고 인물의 사적이 번잡하거나 잘못된 것에 대해서 첨삭을 가하되한 말이나 일을 함부로 적어 넣지 않고 모두 근거에 입각하였으며, 다른 사람의 말을 가져와 별도로 인용한 곳은 인용처를 써 두었고, 다른 글을 안설에서 이용하였을 경우에는 '아무는 말한다'를 덧붙였다.  또한 유학에서 중시하는 가치를 드높였으나 전하는 내용이 간략한 자는 선현의 말씀 가운데 한두 조를 가져다 보충하였다.
고려 말의 '절의지사'들에 대한 기록이 《고려사》에는 없어 처음에는 적지 않았으나 여러 서적에서 자료를 모으거나 후손에게 탐문하여 기록하였다. 특히 길재의 절의는 크게 드러나지만 《고려사》에 적혀 있지 않아 감히 적을 수 없었으며, 야사가 없어 숨은 행적이 모두 매몰되었던 점을 애석해 하며 길재와 서견(徐甄), 이양중(李養中), 김주(金澍) 등 4인의 행적을 여러 서적에서 찾아 추가하여 8권본에 놓았으며, 김주의 경우에는 직접 그 후손인 농암공파 일선 김씨 집안을 방문하여 자료를 찾아 기술하였다. 여기에는 고려 말기 무너져가는 고려에 충성을 표시하였던 절의파를 숭상하였던 오운 자신과 사림의 가치관이 작용되었다.
길재 이하 부분은 훗날 서인인 유계가 쓴 여사제강에도 직접 영향을 미치고 있으며, 남인인 홍여하가 쓴 휘찬여사에서도 자료로 이용되었다.

### 한백겸과의 교류와 지리지의 추가
한편 12권본에는 원천석(元天錫)이 별도로 추가되는데, 이는 한백겸의 추천이 크게 작용한 것이었다. 한백겸은 《동사찬요》의 보유에 원천석이 빠져 있는 것에 유감을 표하며 별도로 자료를 작성하여 보냈고, 이에 오운은 그 자료를 참고하여 원천석편을 보유에 첨부, 보하였다.
오운은 《동사찬요》의 초기본에서 《동국통감》의 역사지리 주장을 그대로 계승했지만, 한백겸과 여러 차례 서신을 주고 받으면서 그의 삼한설의 내용을 듣고서는 오히려 남쪽과 북쪽이 별개의 세계를 구성하여 발전하였다는 주장을 지지하기에 이르렀다. 
또한 한백겸이 《동국지리지》(東國地理志)를 편찬하는 동기를 제공한 이도 오운이었다. 광해군 5년(1613년) 오운의 《동사찬요》를 우연히 보게 된 한백겸은 그의 저술에서 삼한과 사군의 지리 비정이 틀린 부분이 많다는 불만에서 '동사찬요후서'를 지었고, 이것이 《동국지리지》 편찬으로 이어졌다. 오운 또한 한백겸의 비판에 자극을 받아서 《동사찬요》의 3차 개찬본(1614년)에 별도로 '지리지'를 추가하여 편찬한다.
한백겸과의 교류로 인한 오운의 한국사 역사지리 인식의 변화는 《동사찬요》의 간본들 속에서 드러난다. 8권본에서는 단군, 기자, 위만의 이른바 '삼조선'(三朝鮮)에 대해서 평양 중심의 인식을 벗어나지 못했던 것이 11권에서는 단군의 역사적 연원을 구종의 단계로 끌어올린다거나, 기자의 강역을 요하(遼河) 동쪽, 한수(漢水) 북쪽으로 상정하여 강역을 확대하여 이해하는 등 그 위상이 높아지거나 영역이 확대되는 모습을 보인다. 한사군(漢四郡)에 대해서도 전통적인 해석을 수용하면서도 현도군의 위치를 기존의 옥저성에서 심양(瀋陽) 일원으로 비정하여 조선 중기 이래의 현도를 요동 지역으로 상정하고자 했던 사학적 사상 흐름의 '선구'격인 인식을 드러냈으며, 이 시기 패수(浿水)에 대한 논의에서는 과거의 어떤 한 가지 지명에 대해서도 여러 자료들의 비교를 통해 시기별로 그 지명을 다르게 지칭할 수 있음을 언급함으로써, 이후 사학자들의 다양한 역사 지리 비정의 선구격 형태를 보여주기도 한다.
오운의 역사지리 인식은 상고기 한국사의 강역을 한반도 안의 좁은 영역에서 보았던 조선 전기의 역사지리 인식에서 벗어나 차츰 요동 일원으로 인식을 넓혀 나났던 조선 후기 역사지리 인식으로 넘어가는 과정의 산물로 평가할 수 있다. 오운은 《동사찬요》의 사론에서 보이듯 유교의 도덕률과 합리성을 기반으로 주자학의 정통 논리를 적용하려는 역사 인식을 보이고 있지만, 역사지리 분야에서는 차츰 한백겸의 영향을 받아 영역관을 넓혀 나가고 있었음을 알 수 있다.

## 사본 및 판본
조형도가 쓴 오운의 행장에는 《동사찬요》를 류성룡이 보고 크게 찬탄하며 선조에게 한 본을 봉진하였다고 하는데, 이는 필사본일 가능성이 높고, 7권 4책으로 구성되어 있었을 것으로 보인다.
박인호는 1609년 간행본(목판본)을 통해 권1이 국도기년, 권2는 삼국명신, 권3-7은 고려명신으로 구성되어 있었을 것으로 유추하였다.

### 8권본
일본 내각문고에는 8권 8책의 《동사찬요》가 소장되어 있으며, 국립중앙도서관에 그 복사본이 소장되어 있다. 내각문고장본 동사찬요는 1609년에 경주에서 간행된 목판본이다.
국립중앙도서관 소장 《동사찬요》의 서지 정보는 다음과 같다.
- BA211-61. 四周雙邊, 半葉匡郭:18.2×14.6cm, 有界, 半葉 10行20字, 註雙行, 版心:東史, 上下內向花紋魚尾, 24.5×16.0cm.

### 11권본
1609년에서 1614년 사이에 간행된 것으로 보이는 8권(실제로는 11권) 7책의 《동사찬요》는 8권본의 판목을 그대로 영주로 가져와 사용하면서 새로 들어간 권1상, 권1중, 권1하, 권2상의 4권만 별도로 판목을 다시 만들어서 간행한 것이다. 새로 만들면서 범례를 일부 수정하였는데, 8권본에서는 권2에 있던 삼국명신이 권2하로 편성되었고, 권3-8은 이전의 8권본과 같은 내용으로 되어 있다. 해당 본은 동국대학교 경주캠퍼스 도서관에 소장되어 있다.
권2는 기존의 것을 사용하였기 때문에 제목에 별도로 ‘下’자를 추각하였다. 그리고 8권본 권7에서는 이존오(李存吾) 다음에 바로 한수(韓脩)로 이어지나 11권본에서는 이존오 아래에 이집(李集)이 부가되고 별도로 홍언박(洪彦博)과 김주(金濤) 항목이 추가되어 있다.
서지 정보는 다음과 같다.
- 8卷 7冊, 四周雙邊, 半葉匡郭:22.8×18cm, 有界, 半葉, 10行20字, 註雙行, 版心:東史, 上下內向花紋魚尾, 34.6×22.4cm

### 12권본
1614년에 오운은 다시 12권으로 증보한 《동사찬요》를 영주에서 간행하였다. 1614년에 쓴 오운의 발문이 끝에 수록되어 있어 간행 시기를 파악할 수 있다. 8권 8책으로 표시되어 있으나 실제로는 12권 8책이다. 서울대학교 규장각 등에 완본이 소장되어 있다.
12권본 《동사찬요》는 11권본과 비교하면 권2중의 '지리지'가 별도로 보각되어 들어갔으며, 인물과 관련하여 권7 '보유' 이하에 원천석이 들어갔다. 그 외에도 권2상 28장 뒷면의 쌍행 주 위에 있던 "정당문학 백문보를 사부로 삼았다"(政堂文學白文寶傅之)라는 부전지를 새로이 고쳐서 판각하였다.
서지 정보는 다음과 같다.
- 서울대학교 규장각 4230-2. 8卷 8冊, 四周雙邊, 半葉匡郭: 21.8×17.1cm, 有界, 10行20字, 小字雙行, 版心: 東史, 上下內向花紋魚尾, 35.4×22.5cm

### 16권본
1908년 영주 삼우정(三友亭)에서 오운의 후손들이 새로 판목을 만들어 간행한 것이다. 기존 11권본과 12권본이 8권본 권2 이하의 권차를 그대로 유지하기 위해 무리하게 상, 중, 하로 권을 나누었던 것을 수정하여 모두 16권 8책으로 분권하였다.
열전은 권10 삼국명신, 권1115 고려명신, 권16 별록으로 편성되었다. 또한 권11 고려명신에 수록되었던 한언공과 김심언의 위치를 최승로 아래로 이동시켜 놓는 등의 구성 변화가 있었다.